# Levantkade
De Levantkade is een straat en kade op het KNSM-eiland in het Oostelijk Havengebied in Amsterdam-Oost.

## Ligging, verkeer en inrichting
De Levantkade ligt aan de zuidzijde van het KNSM-eiland en tevens op de noordelijke oever van de Ertshaven. De kade heeft min of meer een oost-westoriëntering. Het beginpunt (komend vanuit het centrum van de stad) ligt bij de Verbindingsdam / Azartplein. De kade eindigt bij de Venetiëstraat / Rijnloodspad, nabij de oostelijke punt van het schiereiland, gemarkeerd door het ronde gebouw Emerald Empire. De Venetiëstraat is een cirkelvormige straat, die de verbinding vormt tussen de zuidkade (Levantkade) en de noordkade (Surinamekade). In feite is deze straat de oostkade van het KNSM-eiland, hoewel het contact met het water door de bebouwing minimaal is. De Levantkade bestaat uit twee straatdelen, gescheiden door het Levantplein. De totale lengte is circa 600 meter. De bebouwing aan het westelijk deel is genummerd 1 t/m 167. De woonboten in dit deel van de kade hebben eveneens eigen nummers: 40 t/m 98. Het straatdeel ten oosten van het Levantplein is genummerd 169 t/m 271 (bebouwing) en 168 t/m 220 (woonboten).
De Levantkade kent voor het gemotoriseerd verkeer eenrichtingsverkeer in westelijke richting. Auto's en motoren kunnen de straat uitsluitend bereiken via de KNSM-laan. Tussen de Verbindingsdam en de Levantkade is geen directe verbinding. Het gemotoriseerd verkeer rijdt vanaf de KNSM-laan via het Levantplein naar het westelijk deel van de Levantkade en daarna via een straatje tussen het gebouw Hoogwerf en het Mien Ruysplantsoen terug naar de KNSM-laan. Het oostelijk deel is via een soortgelijke lus bereikbaar. Tussen de twee straatdelen is geen direct gemotoriseerd verkeer mogelijk. Fietsers en voetganger kunnen het Levantplein wel oversteken. Fietsers kunnen de Levantkade vanaf de Verbindingsdam bereiken via een 'shortcut', een fietspad tussen Hoogwerf en de 'kapiteinspanden'. Voetgangers kunnen gebruik maken van een nog kortere route: een steiger aan de Ertshaven, die te bereiken is via trappen (of een scheepshelling), zowel vanaf de Verbindingsdam als naar de Levantkade toe. Aan de oostzijde is de Levantkade doodlopend. Alleen voetgangers kunnen hier via een trappartij de Venetiëstraat bereiken.

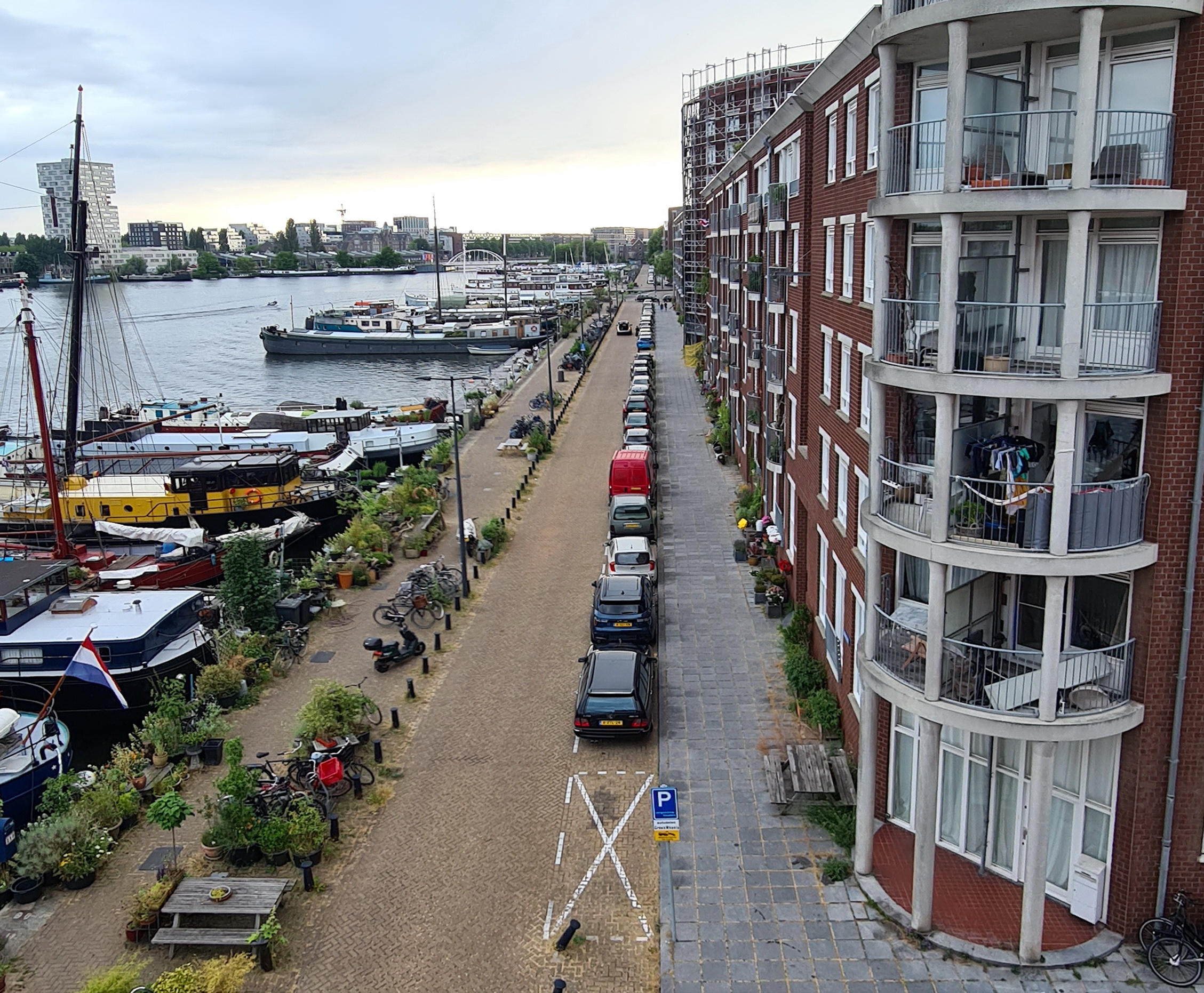
Inrichting oostelijk deel Levantkade: v.l.n.r. woonschepen en steigers, wandelpad met plantenbakken, tuinmeubilair en fietsenrekken, rijweg, parkeerstrook, stoep en bebouwing met (soms) geveltuinen (situatie juni 2023)

De Levantkade is circa 15 meter breed, met uitzondering van de meest westelijke en oostelijke delen, die smaller zijn. De straat bestaat uit vier weggedeeltes: een rijweg met aan de noordzijde een parkeerstrook, een met paaltjes (amsterdammertjes) afgescheiden wandelpad langs de waterkant, en een brede, verhoogde stoep aan de kant van de bebouwing. De rijweg is geplaveid met gele klinkers, gelegd in keperverband. Zowel de parkeerstrook als het pad langs de waterkant (de eigenlijke kade) zijn geplaveid met hetzelfde materiaal, maar gelegd in elleboogverband. De kaderand van granieten blokken, hier en daar met houten meerpalen, dateert nog uit de tijd van de havenaanleg. De stoep aan de kant van de grote woongebouwen is betegeld met grote, vierkante plavuizen van grijze Belgische hardsteen, gelegd in tegelverband met brede voegen. De stoep bij de oudere panden Levantkade 7-45 bestaat uit kasseien. Het wegdek van het doodlopende en verkeersvrije oostelijk deel bij Levantkade 265-271 bestaat geheel uit gele klinkers; hier ontbreekt ook de scheiding tussen stoep, rijweg en kade. Het donkerblauwe straatmeubilair (zitbanken, afvalbakken, kadehekken, amsterdammertjes) is speciaal voor het Oostelijk Havengebied ontwikkeld door de Dienst Ruimtelijke Ordening.
De bebouwing aan de Levantkade bevindt zich aan de noordzijde. Uitzonderingen zijn het pand Levantkade 1-5 (de "kapiteinswoningen"), dat feitelijk dwars op de kade staat, en het meest oostelijke pand, KNSM-laan 812-818 & Venetiëstraat 2-24, dat deels over de kade gebouwd is. De bebouwing bestaat uit een zestal oude havenpanden, twee grote woonblokken uit de jaren 1990, Piraeus en Barcelona, en het eerder genoemde pand KNSM-laan/Venetiëstraat (zie § Gebouwen). Aan de zuidzijde zijn 45 ligplaatsen voor woonschepen. In het westelijk deel, bij de Verbindingsdam, is een jachthaven, Buurthaven De Levant. De buurthaven en de tegenoverliggende botenloods zijn nauw met elkaar verbonden en worden beheerd door een stichting. Een deel van de kade en steigers is ingericht als verblijfsruimte. Op de kade bevinden zich tevens enkele horecaterrassen. Veel woonschipbewoners hebben op eigen initiatief stadstuintjes aangelegd op een deel van de kade en steigers, een vorm van guerrilla gardening. Aan de kant van de bebouwing zijn hier en daar geveltuinen, met name in het oostelijk deel, waar geen winkels of horecapanden zijn. Openbaar groen ontbreekt, op een drietal solitaire bomen na, aan het begin (bij Levantkade 1-5), halverwege (hoek Levantplein) en bij het doodlopend eindpunt (hoek Venetiëstraat).

## Geschiedenis

### Naamgeving
De straat kreeg zijn naam op 26 augustus 1914 per raadsbesluit, een vernoeming naar de Levant, de oostelijke kust van de Middellandse Zee. De Koninklijke Nederlandse Stoomboot-Maatschappij onderhield meerdere lijndiensten met dit gebied. De Levant is sinds 30 oktober 1991 tevens naamgever van het Levantplein, een plein aan de Ertshaven. Ook andere straatnamen op het KNSM-eiland verwijzen naar de handelsbetrekkingen met het Middellandse Zeegebied: Piraeusplein, Barcelonaplein, Messinastraat, Venetiëstraat en Venetiëhof.

### Aanleg en bloeitijd haven
Het Oostelijk Havengebied ontstond aan het einde van de negentiende eeuw, toen de bestaande Haven van Amsterdam, onder andere door de bouw van het Centraal Station en aansluitende spoorwegen, te klein en moeilijk bereikbaar was geworden. De eerste pakhuizen aan de Oostelijke Handelskade werden in 1883 gebouwd. Omdat er bij storm niet gewerkt kon worden aan de kade (vanwege de golfslag van het met de Zuiderzee in verbinding staande IJ) werd in 1890 een dam in het IJ aangelegd en in 1896 een daarop aansluitende kade, het begin van het Java-eiland, aanvankelijk IJ-eiland genoemd. Kort voor 1900 werd het IJ-eiland naar het oosten verlengd, waardoor het later zo genoemde KNSM-eiland ontstond. In 1903 vestigde de Koninklijke Nederlandsche Stoomboot-Maatschappij (KNSM) zich hier. Aan de Levantkade, later ook aan de Surinamekade, verrezen dienstwoningen, administratiegebouwen en langgerekte havenloodsen. Die laatste waren genummerd 1 t/m 6, waarvan loods 1, 2 en 3 aan de Levantkade lagen. Aan het oostelijk deel van de kade was de Nieuwe Rijnvaart Maatschappij (NRM) gevestigd, een dochteronderneming van de KNSM, die gericht was op de binnenvaart op de Rijn en zijrivieren. Aan de (korte) oostzijde van het eiland was geen kade; hier lag wel een smalle noord-zuid gerichte loods direct aan het water, de enige op het eiland. Over de Verbindingsdam liep een goederenspoorlijn, die zich op het eiland voortzette en vertakte, ongeveer waar nu de KNSM-laan ligt.

### Kamp Levantkade
Tijdens de Tweede Wereldoorlog werd het KNSM-eiland meermaals gebombardeerd, waarbij havenkranen, spoorwegfaciliteiten en diverse opslagloodsen zwaar beschadigd raakten. De nog min of meer intacte loodsen werden in het laatste oorlogsjaar gebruikt als interneringskamp voor Nederlandse mannen die vanwege de Arbeitseinsatz waren opgepakt. Na de oorlog werd een deel van de loodsen gebruikt als interneringskamp voor collaborateurs, NSB'ers en andere 'foute' Nederlanders. De leefomstandigheden in het kamp waren erbarmelijk, wat blijkt uit een dysenterie-epidemie en diverse opstanden. Het kamp werd in juli 1946 opgeheven, waarna het herstel aan de kade en havenloodsen kon beginnen.

### Naoorlogse bloei en achteruitgang
In de jaren 1950 maakte de KNSM een nieuwe bloeitijd door. Tegen het einde van dat decennium bezat de rederij honderd zeeschepen en had circa 6.000 medewerkers in dienst. Tegen het einde van de jaren 1960 begon de achteruitgang in het Oostelijk Havengebied. De haven bleek niet geschikt voor de moderne containervaart, waardoor de activiteiten zich geleidelijk verplaatsten naar het Westelijk Havengebied. In 1979 verliet de KNSM (inclusief de NRM) als laatste grote rederij het Oostelijk Havengebied. Op 1 juni van dat jaar werden gronden en opstallen overgedragen aan de gemeente Amsterdam. Het gemeentelijk havenbedrijf werd toezichthouder. De vrijgekomen loodsen werden via kortlopende contracten verhuurd. Krakers en kunstenaars op zoek naar atelierruimte namen bezit van de lege kantoorpanden. Levantkade 6, 8 en 10 waren actieve krakersbolwerken, even als de voormalige KNSM-kantine ("Edelweis"), aan het huidige Levantplein. Aan de kade werd af en toe nog een schip opgelegd, maar geleidelijk namen woonschepen de plaats in van vrachtschepen. Stadsnomaden vestigden zich rondom het Mien Ruysplantsoen en onder het kantinegebouw, waarna een periode van verloedering aanbrak. Eind 1989 werd het nomadendorp ontruimd.

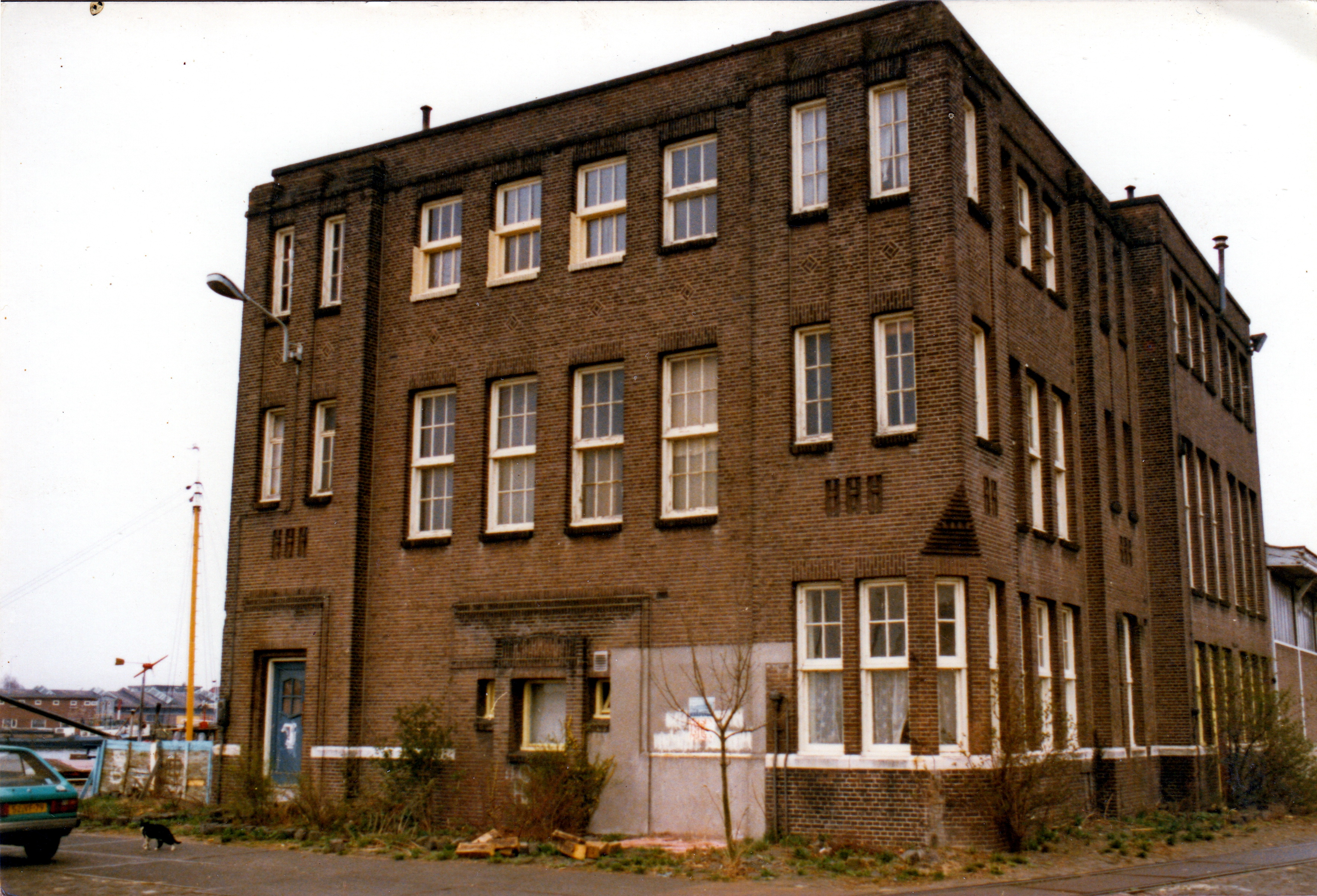
Kraakpand Levantkade 8 (oost- en noordgevel), jaren '80
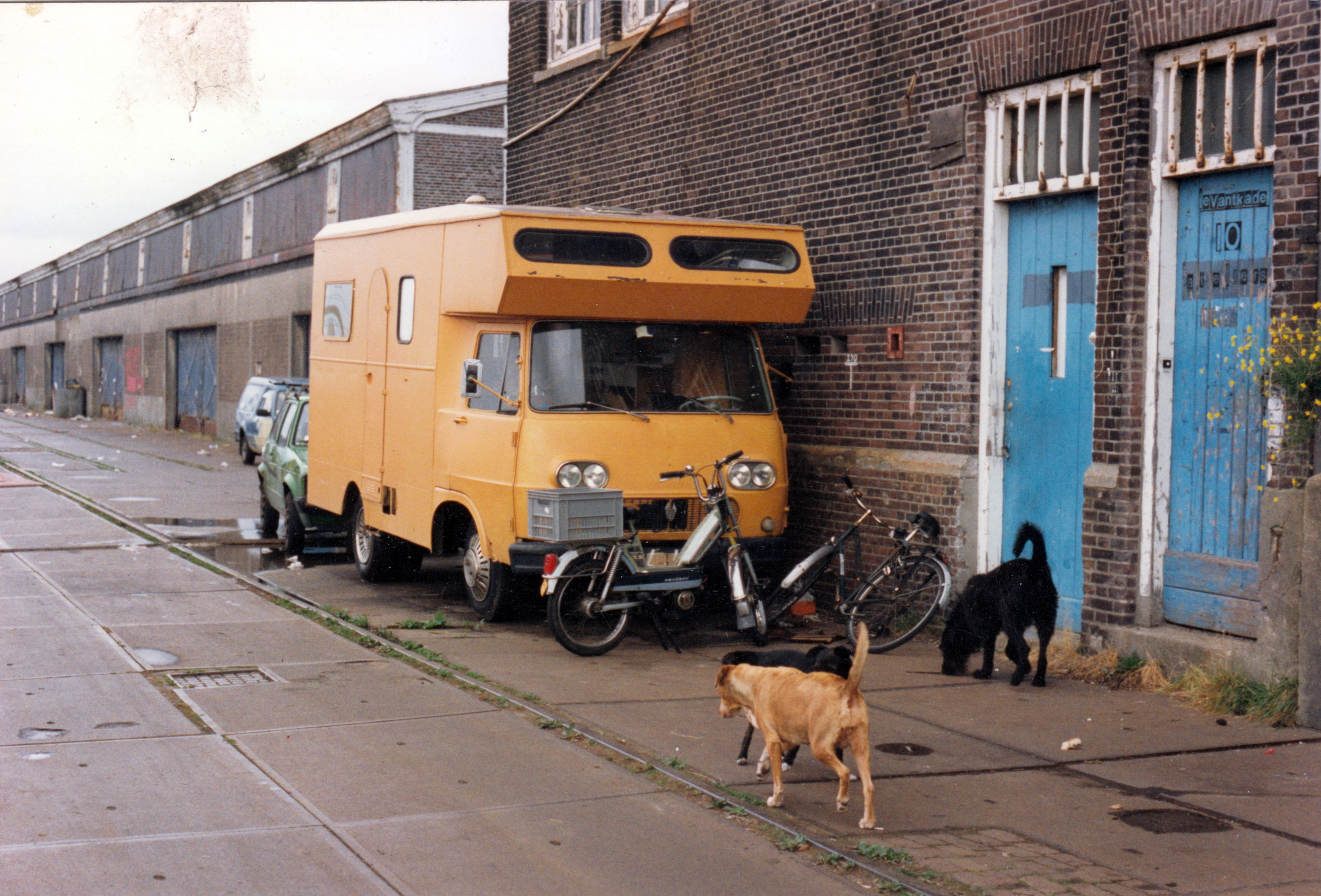
Kraakpand Levantkade 10 en loods 2, jaren '80
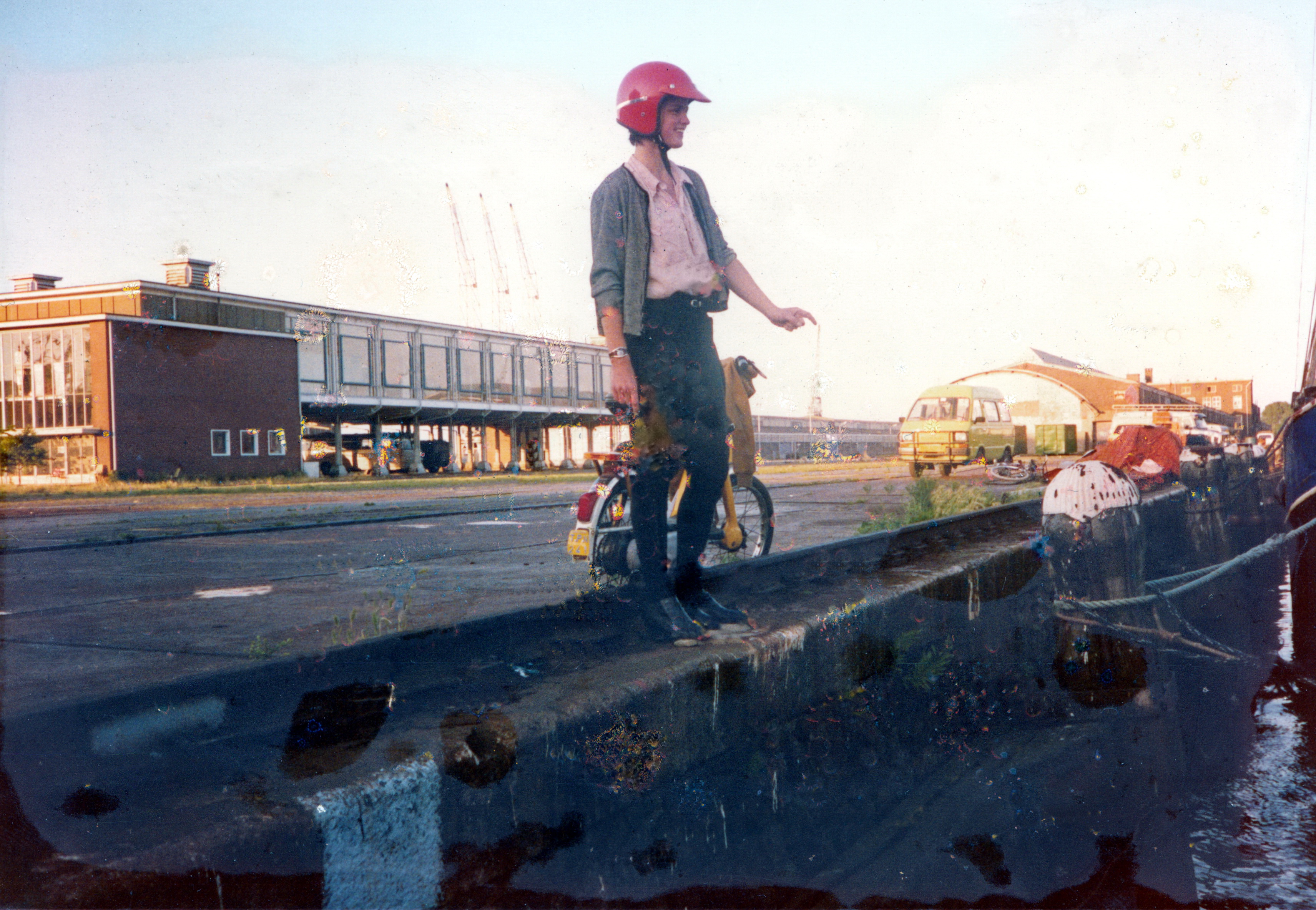
Levantkade nabij vm. KNSM-kantine, jaren '80
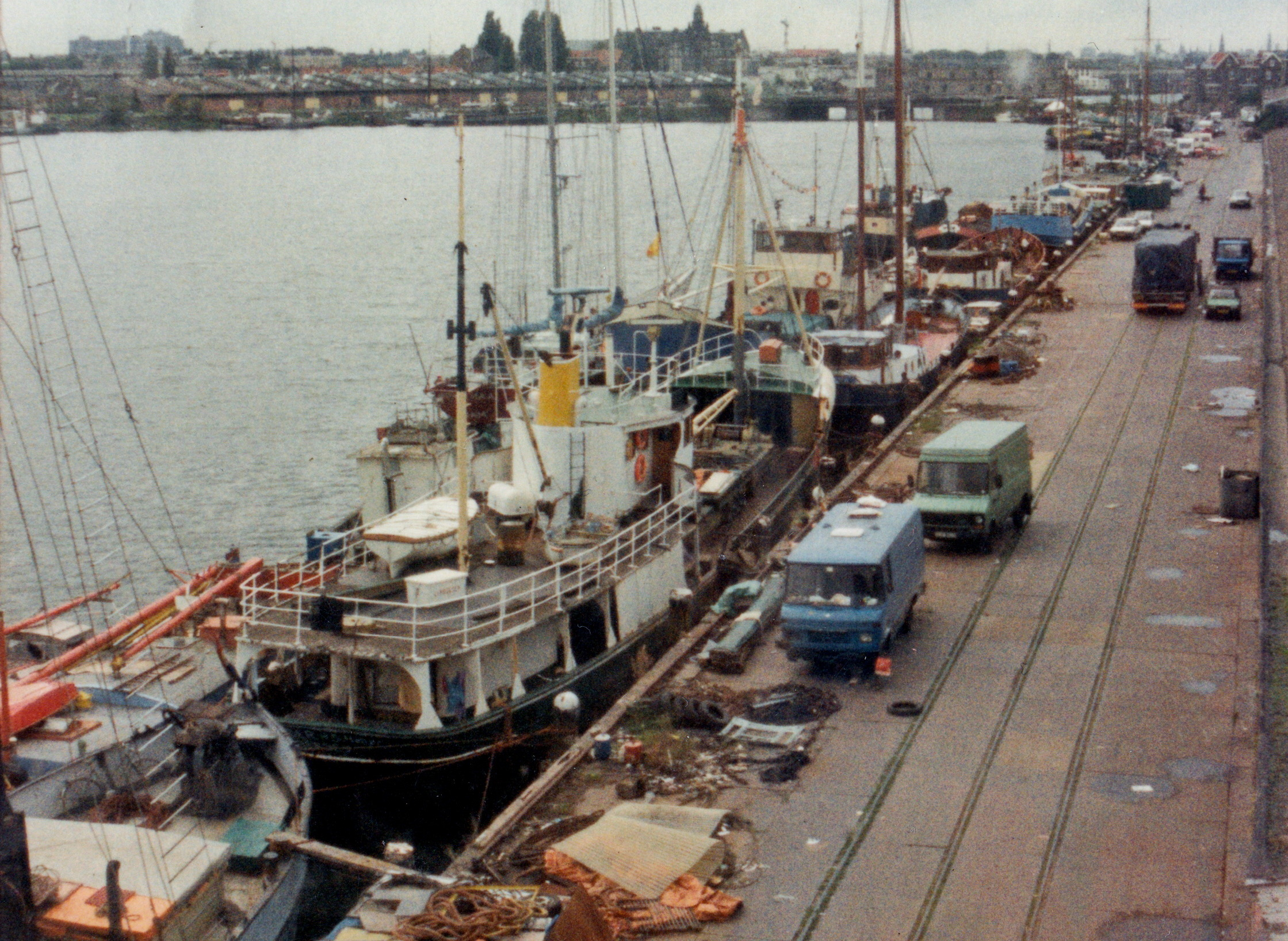
Woonboten aan de Levantkade, 1989
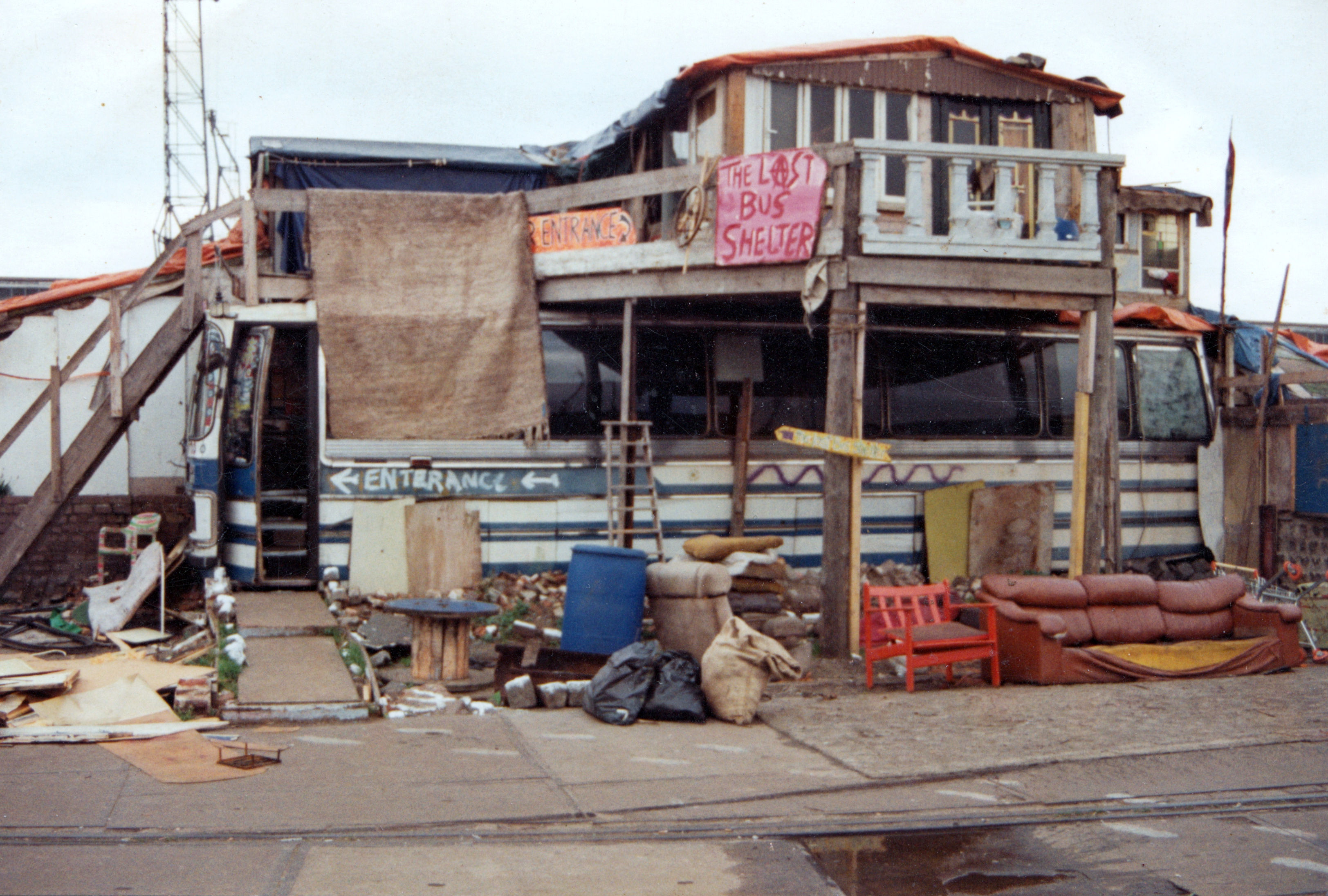
Busbar in het nomadendorp, 1989

### Herontwikkeling
Gedurende de jaren tachtig werd nagedacht over de verdere ontwikkeling van het gebied als woonwijk, waarbij de krakers erop aandrongen dat een deel van de oude havengebouwen bleven bestaan. Uiteindelijk gaf de gemeente in 1988 opdracht aan de architect-stedenbouwkundige Jo Coenen een masterplan voor het eiland op te stellen. In de visie van Coenen uit 1989 paste een bebouwing met forse, gesloten woonblokken met binnenhoven, zogenaamde 'superblokken', gelegen aan een boulevard-achtige hoofdstraat, de KNSM-laan. Het eerste superblok, het 170 meter lange Albertcomplex of Barcelona, werd in 1990 in aanbouw genomen. Piraeus (of Kollhoffgebouw) volgde een jaar later (1991-1994). De oudere, te behouden panden werden in dezelfde periode gerenoveerd en overgenomen door woningcorporaties. Alleen de voormalige KNSM-kantine, door de bewoners omgedoopt tot Edelweiss, werd voor één gulden eigendom van de kunstenaars-krakers, die wel de verplichting op zich namen om het gebouw te renoveren (inclusief asbestverwijdering).

## Gebouwen
Na het vertrek van de scheepvaart kreeg het KNSM-eiland een woonbestemming. Aan de Levantkade bleef een deel van de oudere bebouwing uit de periode 1903-1919 behouden. Daarnaast kwamen er twee nieuwe woonblokken en een kleinschalige uitbreiding van het bestaande NRM-gebouw aan het oostelijk deel van de kade.
| Object                                 | Bouwperiode | Monumentenstatus | Omschrijving | Afbeelding |
| -------------------------------------- | ----------- | ---------------- | --- | ---------- |
| Levantkade 1-5                         | 1903        | geen             | zogenaamde "kapiteinswoningen", woonhuizen voor de 'walkapiteins' van KNSM, die het bevel over de schepen overnamen wanneer de scheepskapiteins met verlof waren; ontworpen door J.G. & A.D. van Gendt (gebroeders Van Gendt); gerenoveerd door CASA Architecten |            |
| Levantkade 7-19                        | 1912        | geen             | zogenaamde "dokterswoningen", voormalig kantoor van de medische dienst van KNSM, ontworpen door de gebroeders Van Gendt; als kraakpand vanaf 1980 onderdeel van "Levantkade 6"; in 1991 verbouwd door Villanova in opdracht van Onze Woning                      |            |
| Levantkade 21-43                       | 1903        | geen             | voormalig bedrijfspand KNSM, o.a. aanmonsterlokaal, ontworpen door de gebroeders Van Gendt; in 1912 verbouwd en vergroot; onderdeel van kraakpand "Levantkade 6"; in 1991 verbouwd door Villanova in opdracht van Onze Woning                                    |            |
| Levantkade 45                          | ca. 1906    | geen             | "Botenloods", restant van overslagloods nr. 1 van de KNSM; gekraakt en sinds ca. 1990 beheerd door Stichting Botenloods De Levant, die zich ten doel stelt klassieke schepen te bouwen en restaureren                                                            |            |
| Levantkade 49-149 & 167                | 1991-1994   | geen             | Kollhoffgebouw of Piraeus, een van de 'superblokken' van Jo Coenen, ontworpen door Hans Kollhoff en Christan Rapp |            |
| Levantkade 151-165                     | 1919        | geen             | voorheen "Levantkade 8", voormalig administratie- en aanmonstergebouw van KNSM; in 1980 gekraakt; in 1991 verbouwd door Friso ten Holt (bureau De Linde) in opdracht van Het Westen                                                                              |            |
| Levantkade 169-263                     | 1989-1993   | geen             | Albertcomplex of Barcelona, een van de 'superblokken' van Coenen, ontworpen door Bruno Albert, met hekwerk Barcelonaplein door Narcisse Tordoir |            |
| Levantkade 265-271 & KNSM-laan 756-810 | 1909        | geen             | voormalig kantoor/bedrijfspand van Nieuwe Rijnvaart Maatschappij (NRM); vanaf 1980 kraakpand "Levantkade 10"; in 1991-1992 verbouwd door Hein de Haan en Michiel van Pelt (CASA) in opdracht van Het Oosten                                                      |            |
| Venetiëstraat 2-24 & KNSM-laan 812-818 | 1991-1993   | geen             | nieuwbouw door CASA Architecten in opdracht van Het Oosten, ter plekke van gesloopt deel NRM-gebouw; het appartementengebouw is deels over de Levantkade heen gebouwd                                                                                            |            |

## Woonschepen

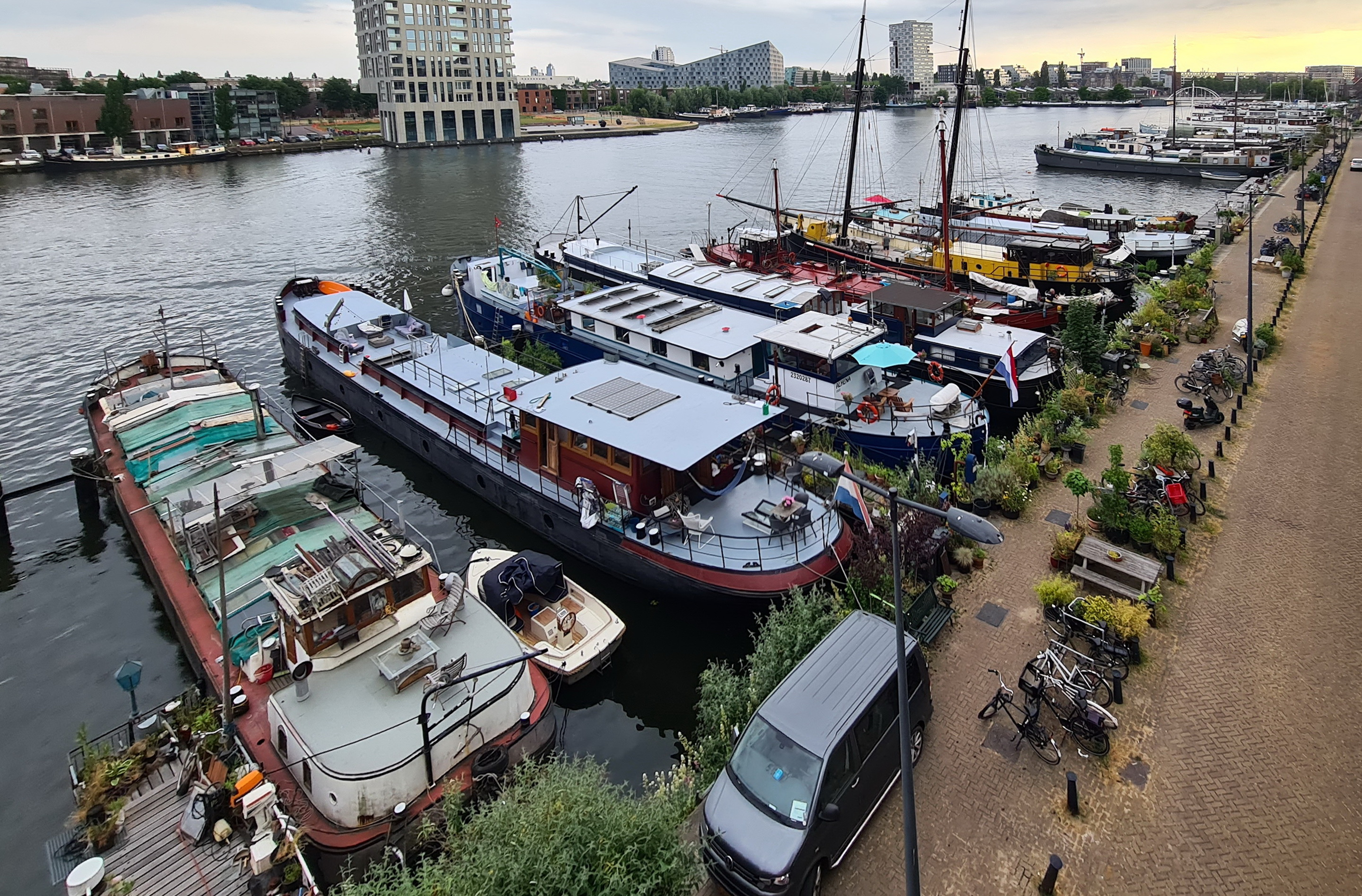
Woonschepen in de Ertshaven (2023)

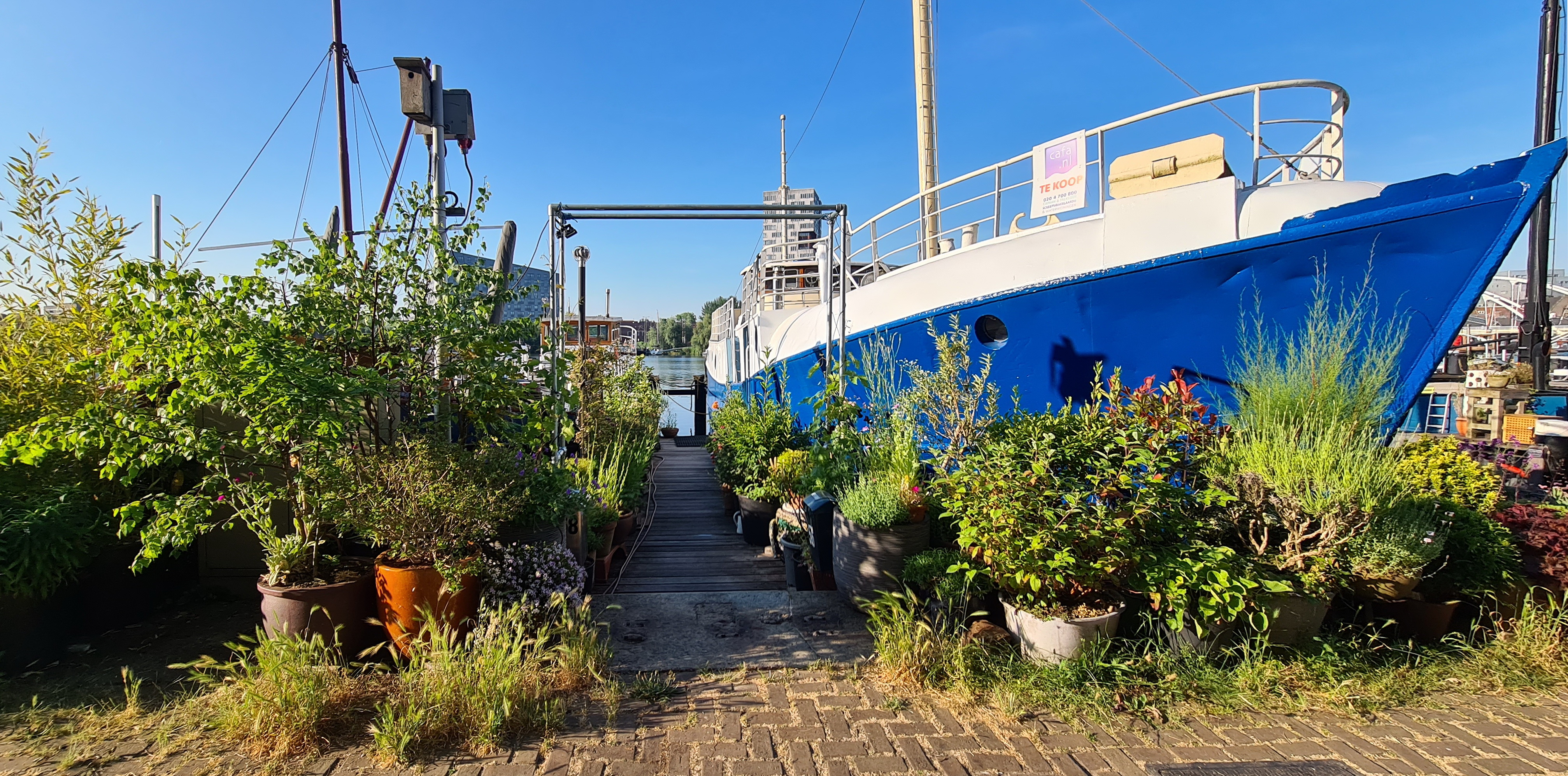
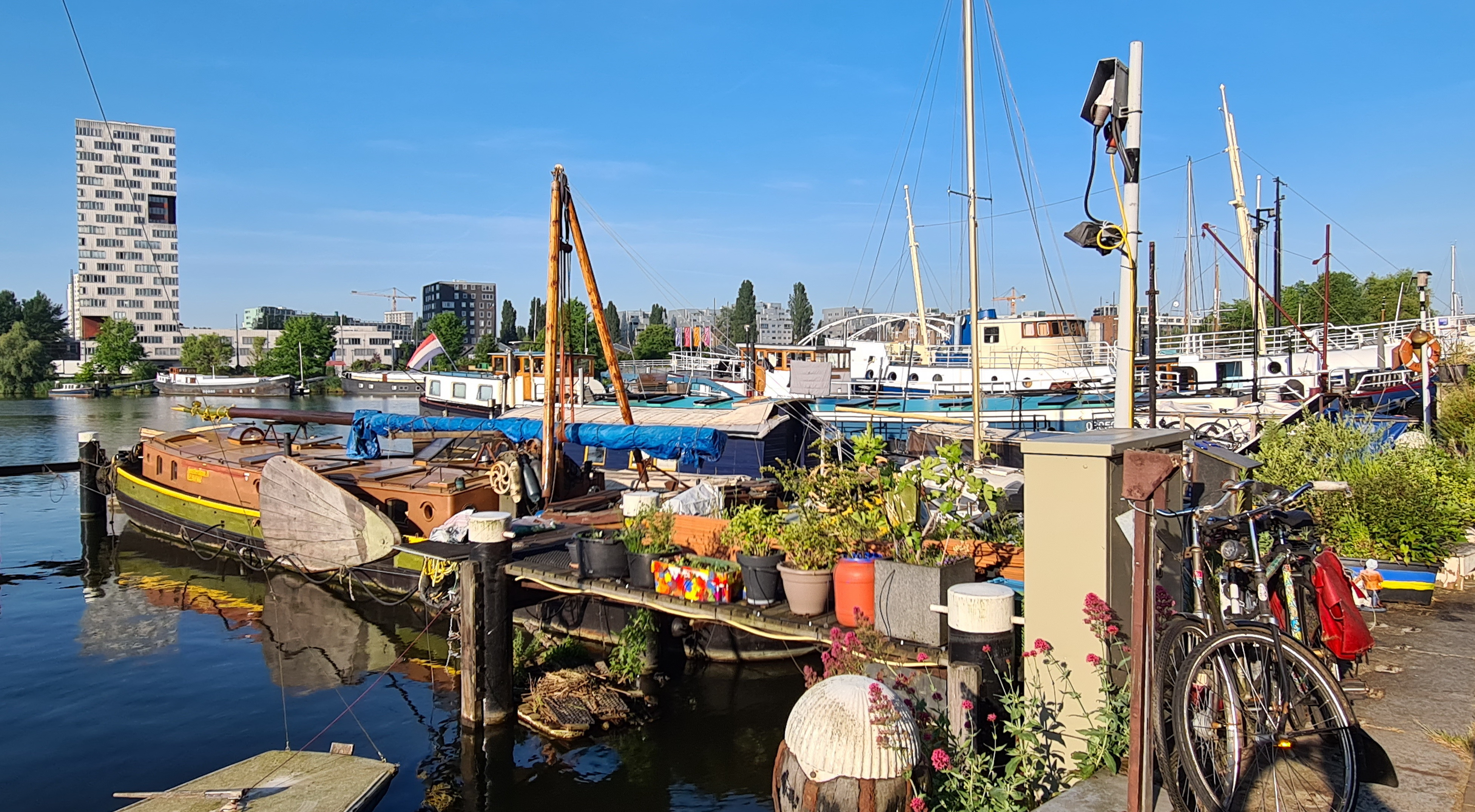
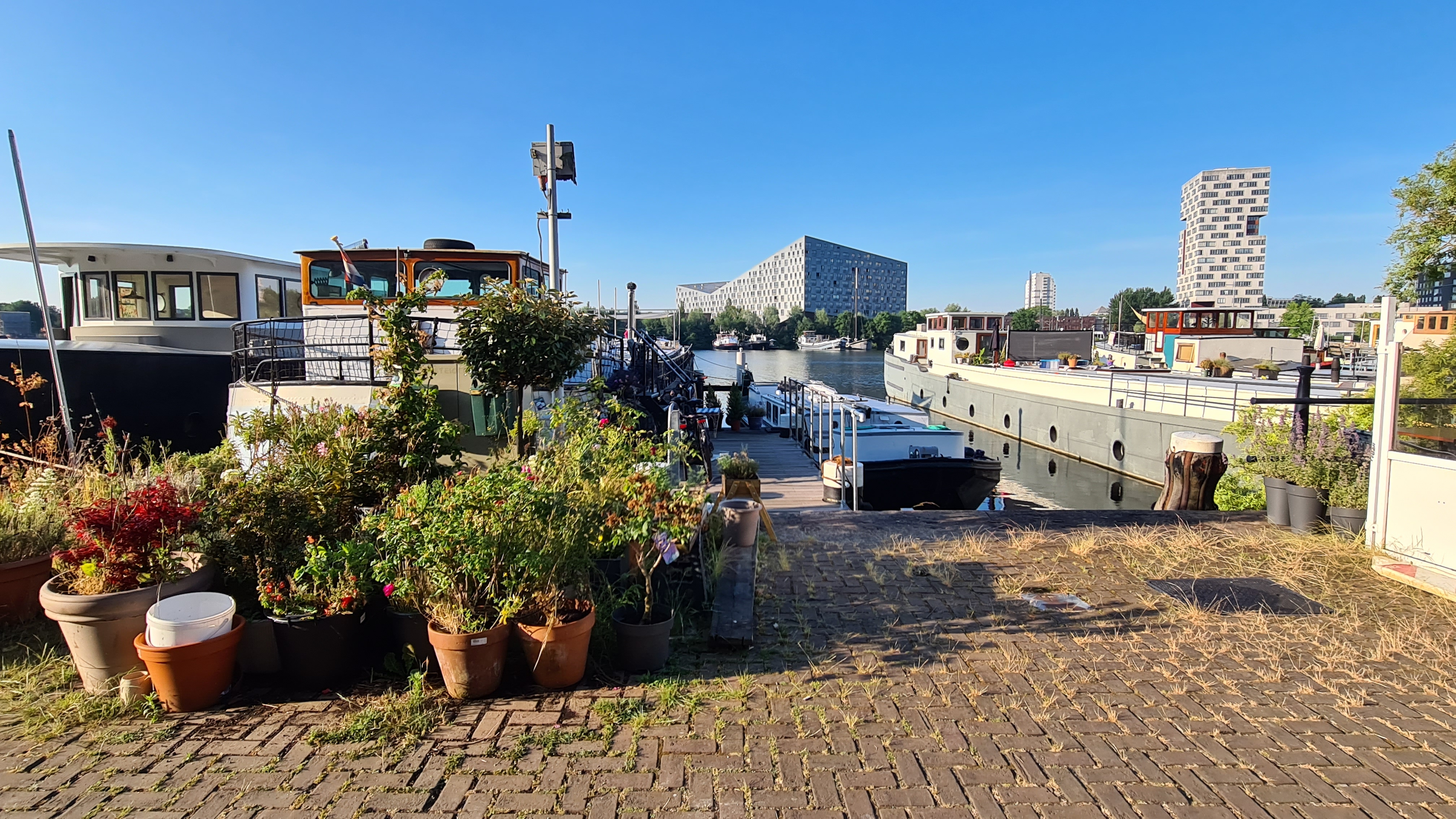
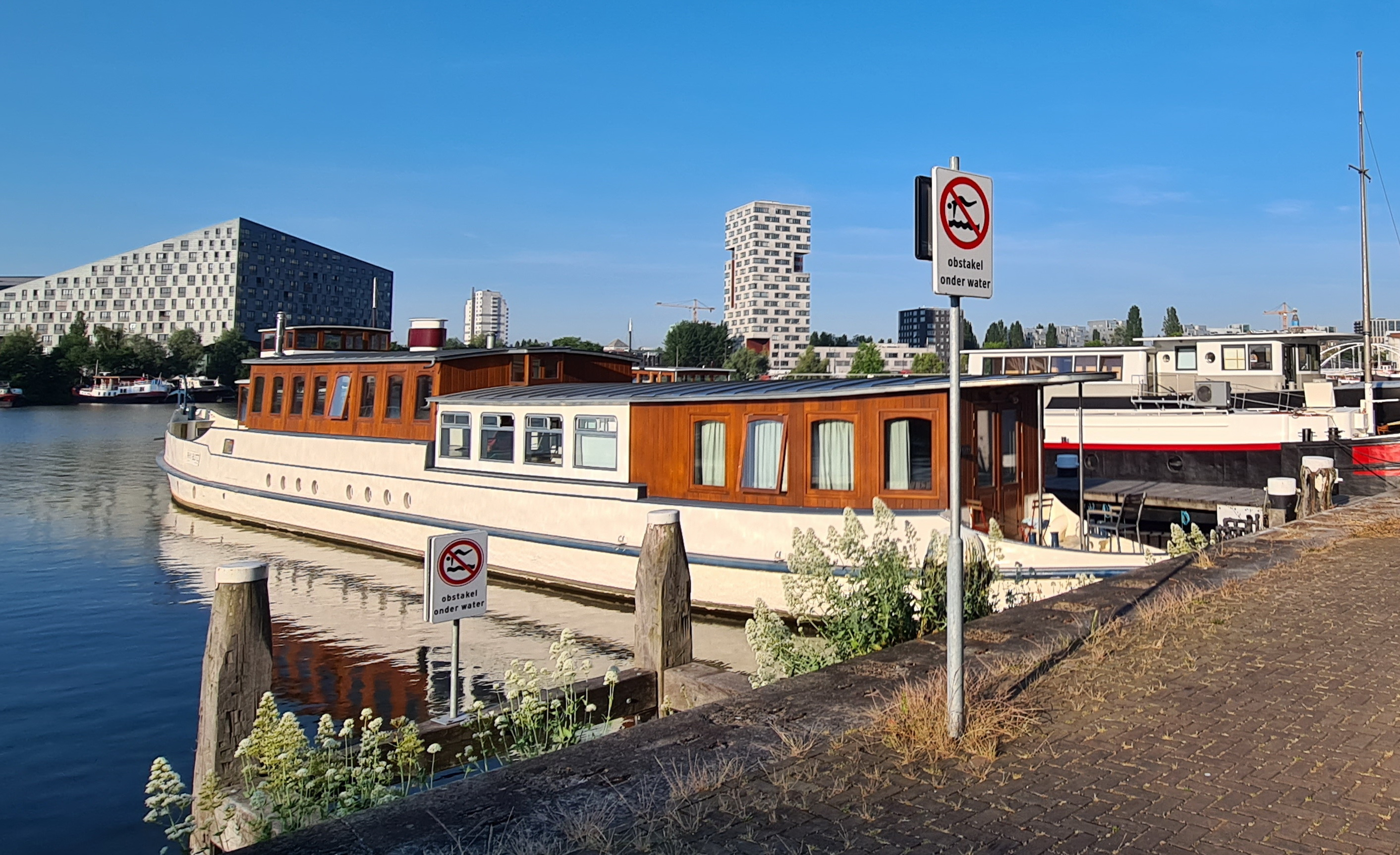

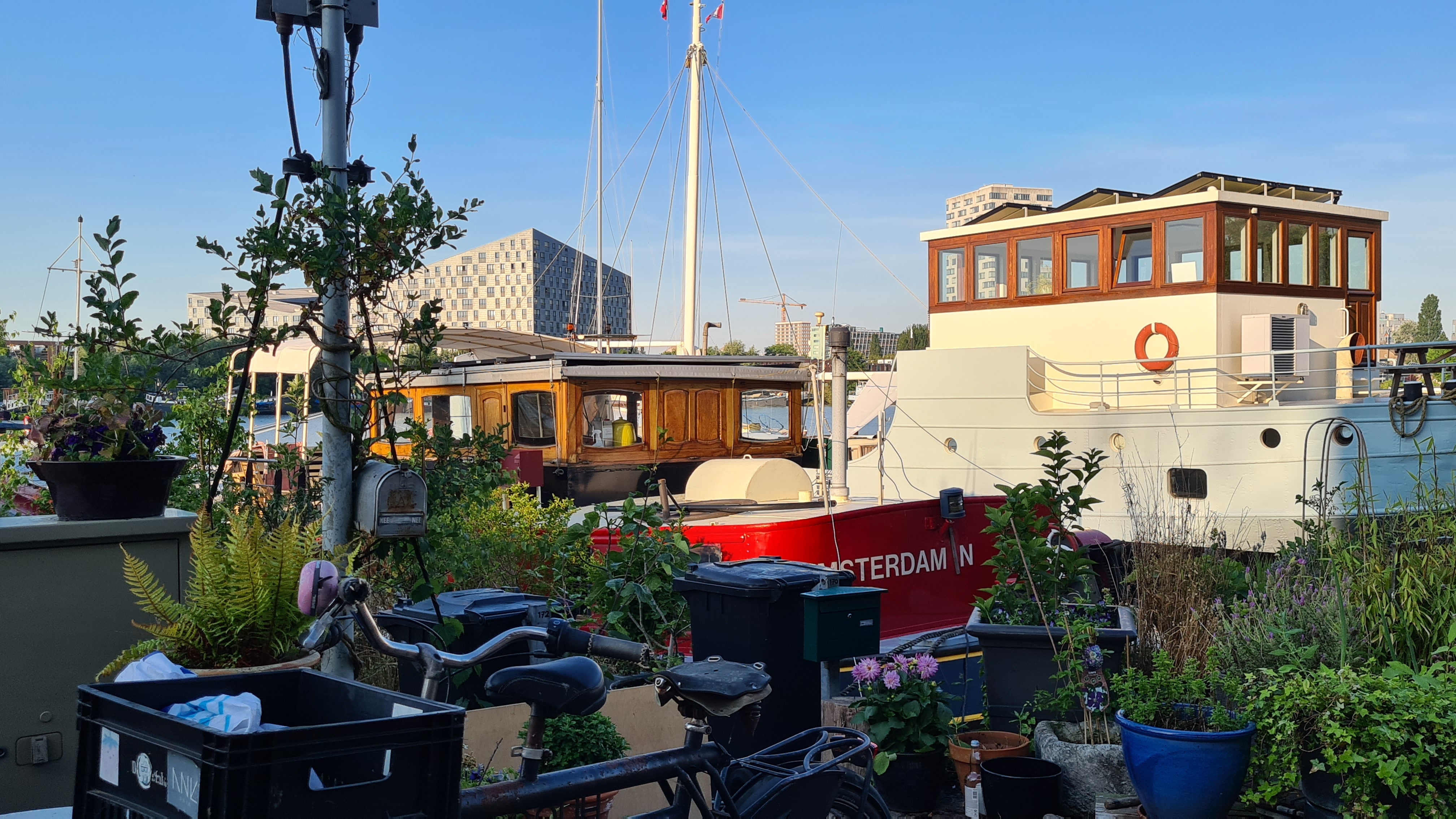
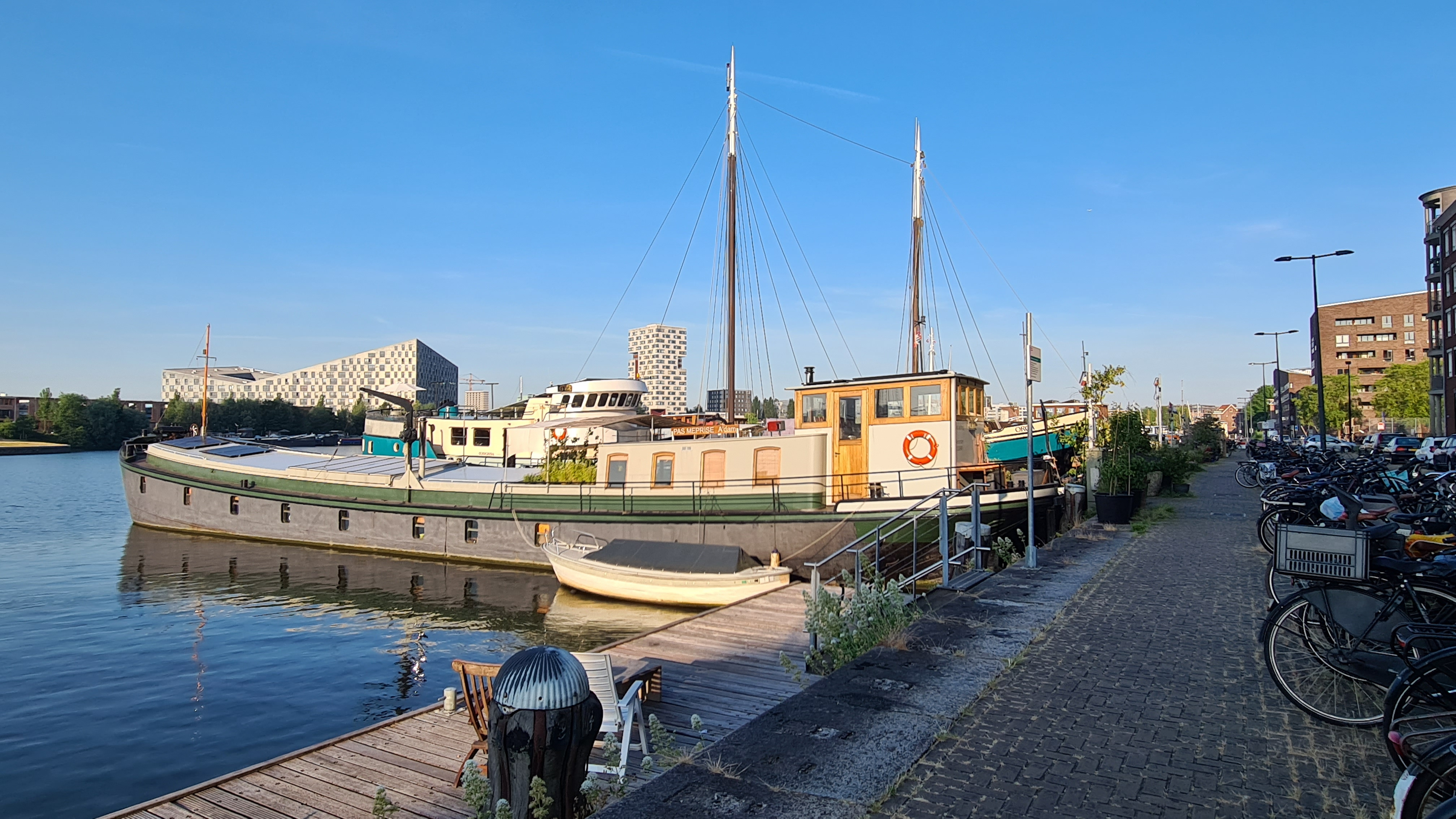
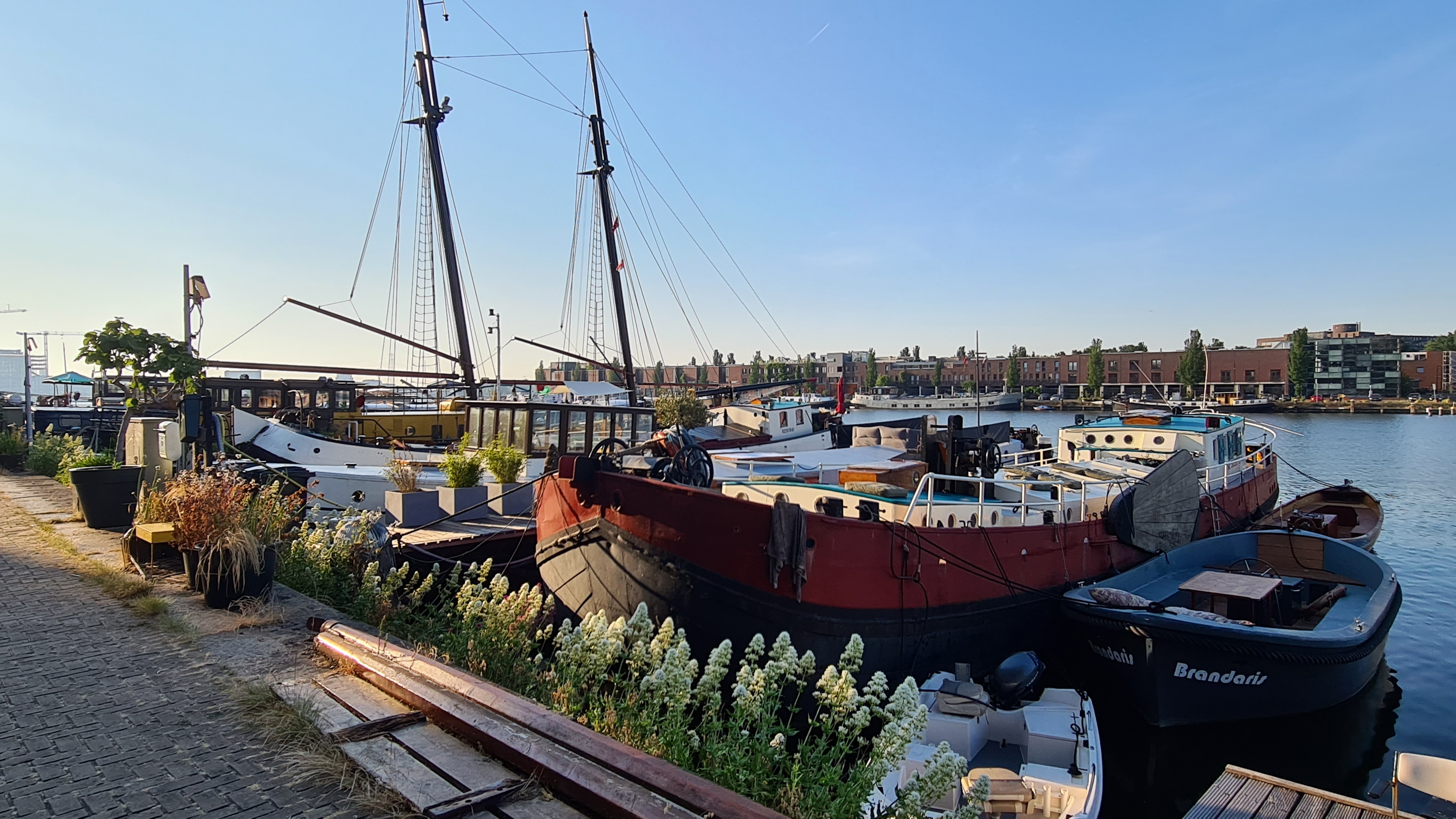
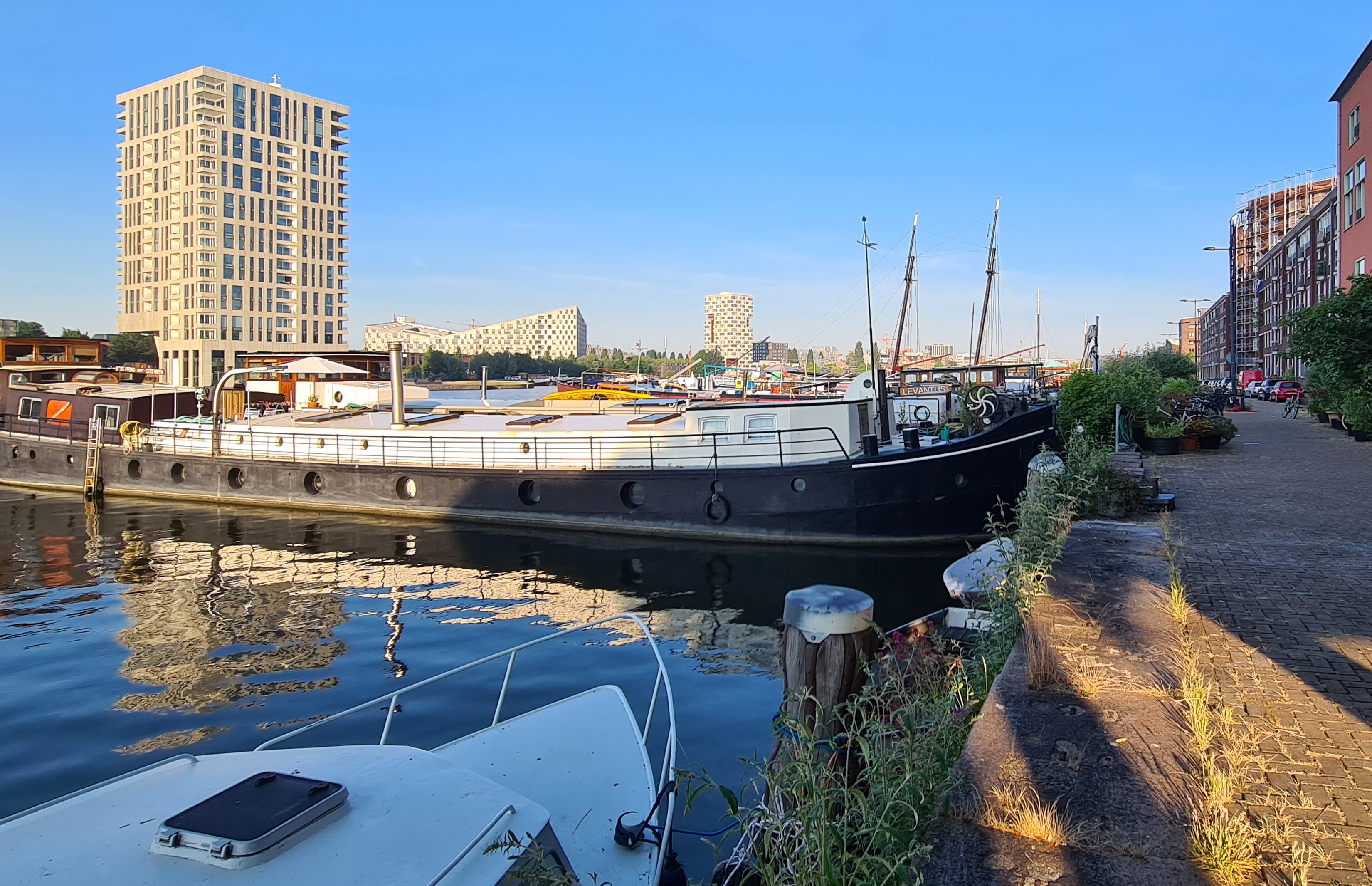

Aan de Levantkade zijn 45 ligplaatsen voor woonschepen. Deze zijn vaak nog herkenbaar als van origine varende schepen, waarbij stuurhut, roer en gangboorden nog intact zijn. Sommige schepen behoren tot het varend erfgoed.
Woonschepen aan de Levantkade moeten voldoen aan allerlei regels met betrekking tot maatvoering en welstand. Voor ruim de helft geldt echter een "adresspecifieke afwijking", waarschijnlijk omdat deze schepen al aanwezig waren in het gebied vóór het beleid werd vastgesteld. In het algemeen geldt dat een woonschip niet langer dan dertig meter mag zijn. Ook gelden er beperking voor de breedte (5 m) en hoogte (3,5 m; een deel mag 5 m hoog zijn). De tussenruimte tussen twee schepen moet minimaal twee meter zijn.
De meeste schepen liggen twee aan twee aan korte steigers, die dwars op de kade staan. Bij de jachthaven in het noordwestelijk deel van de Ertshaven liggen zes woonschepen aan een lange L-vormige steiger met uitlopers. Hoewel officieel niet toegestaan, hebben de meeste bewoners een deel van de steigers en kades ingericht met tuinmeubilair, plantenbakken en kunstobjecten.
Woonschepen westelijk deel Levantkade
Woonschepen oostelijk deel Levantkade

## Trivia
- In de Nordhavn in Kopenhagen is een Levantkaj, eveneens vernoemd naar de handel op de Levant. Deze is, anders dan in Amsterdam, begin 21e eeuw nog in gebruik als havenkade.